# Elena Tonnini
Elena Tonnini (San Marino, 2 gennaio 1979) è una politica sammarinese.

## Biografia

### Istruzione e carriera
Ha completato gli studi liceali alla Scuola secondaria superiore di San Marino con indirizzo scientifico, per poi iscriversi al corso di laurea in Lettere Moderne dell'Università degli Studi di Urbino "Carlo Bo", senza completare gli studi.
Dal 2005 al 2012 è stata proprietaria di un'attività commerciale, mentre dal 2010 ha lavorato per due anni alla realizzazione di attività laboratoriali nelle scuole medie di San Marino.
Dal 2007 al 2012 è stata vicepresidentessa dell'Associazione Oasiverde e nel 2009 ha conseguito il brevetto di Guida Equestre Ambientale Someggiata presso l'Ente Nazionale Guide Equestri Ambientali (ENGEA). Nel 2011 ha ottenuto all'Istituto di formazione zooantropologica (SIUA) il titolo di Operatore in Zooantropologia Didattica.

### Attività politica
Dal 2012 al 2016 è stata consigliera del Movimento Civico R.E.T.E. L'8 gennaio 2020 il Consiglio Grande e Generale l'ha nominata Segreteria di Stato per gli Affari Interni con deleghe alla Funzione Pubblica, agli Affari Istituzionali e ai Rapporti con le Giunte di Castello.

## Vita privata
Risiede a Borgo Maggiore ed è sorella di Adele.